# Nymphula nitidulata
Nymphula nitidulata (лат.) (Огнёвка водная прудовая) — вид чешуекрылых насекомых из семейства огнёвок-травянок (Crambidae). Встречается в Палеарктике.

## Распространение
Европа, Ближний Восток, Монголия, Дальний Восток, Китай.

## Описание
Молевидные чешуекрылые небольших размеров (около 1—2 см), длина передних крыльев 9-13 мм. Крылья белые с оранжево-коричневыми отметинами. Бабочки летают летом около водоёмов. Гусеница развиваются в листьях (которые минируют) и в стеблях. Зимует на стадии гусеницы. Окукливание происходит в коконе из кусков листьев под водой. Среди кормовых растений отмечены такие представители: Ежеголовник (семейство Рогозовые), Кубышка жёлтая (семейство Кувшинковые) и другие.

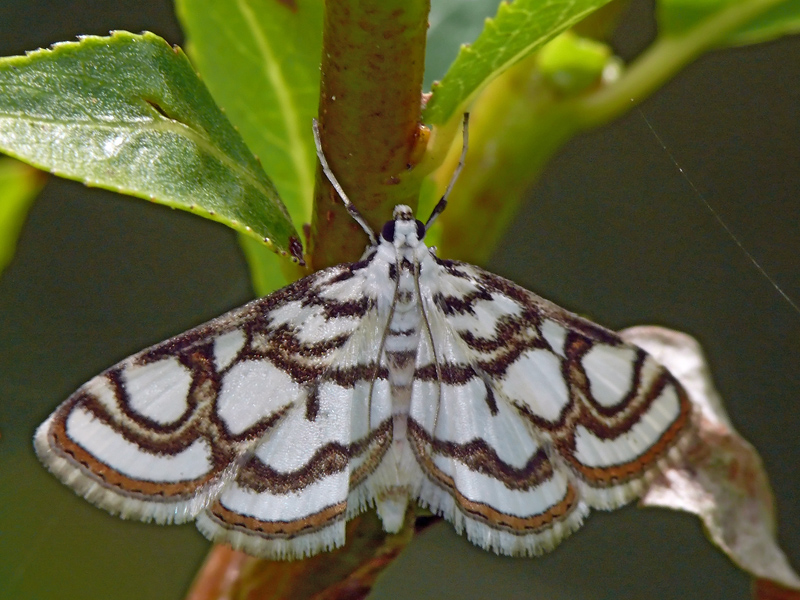